# Metropolitano de Deli
O Metrô de Deli é um rápido sistema de metropolitano, localizado na cidade de Deli (onde se localiza o distrito de Nova Deli, capital da Índia) no Índico Território da capital nacional operados pela Deli Metro Rail Corporation Limited.  O MRTS foi construído e é operado pela Deli Metro Rail Corporation Limited (DMRC).
O Metrô de Deli foi aberta em 24 de dezembro de 2002.  Tornou-se o segundo metro rápido sistema de trânsito na Índia, após as em uma operação em Calcutá.  Ao contrário do Metrô de Calcutá, o Metrô de Deli tem uma combinação de elevação, no subterrâneo de grau e de linhas.  Os trens funcionam no âmbito da rede normalmente viajar a velocidades inferiores a 80 km / h, mph ou 50, e parar de cerca de 20 segundos em cada estação MRTS.  O MRTS material circulante são fabricados pela ROTEM, baseando-se em 1676 mm (5 ft 6 in) bitola (bitola larga).  A partir de 2008, o sistema tem um metro de rede comprimento total de 68 km, com 62 estações em 3 linhas separadas (13 subterrâneo, 48 e elevação de grau 1 a estação).

## Histórico
O conceito de um Metro de Nova Deli e Deli foi formalizado no primeiro Deli Plano Diretor de 1960. e do quadro jurídico para o metro foi definido no Metro Ferroviária (Construção de Obras) Act de 1978 [3].
Trabalho real para construir o metro, no entanto, só começou em 5 de março de 1995, quando foi criado o DMRC.  Após as anteriores problemas vividos pelo Metrô de Calcutá, que foi mal atrasado e 12 vezes ao longo do orçamento devido a "ingerência política, problemas técnicos e de atrasos burocráticos". A DMRC foi dado plenos poderes para contratar pessoas, decidir sobre propostas e de controlo fundos.
Construção física do trabalho foi iniciada em 1 de outubro de 1998.  Além de uma grande interrupção em 2000, quando o Ministério dos Transportes foi forçado a usar o sistema de bitola larga, apesar da preferência da DMRC para bitola padrão. A construção procedeu suavemente.  A primeira linha aberta em 24 de dezembro de 2002 e toda a Fase I do projeto foi concluída em dezembro de 2005, sobre o orçamento e quase três anos antes do previsto, uma conquista descrito como "nada menos que um milagre" pela BusinessWeek.
O Senhor E.  Sreedharan, o diretor-geral do Metrô durante a Fase I construção, foi declarado "Ano do Índico de 2007" pela CNN-IBN canal noticioso.

## Rotas
Fase I da rede compreende 65,11 km de comprimento rota com 13,01 km sendo subterrâneo e de superfície 52,10 km / elevado chamado corredor ferroviário.
Fase II da rede compreende 128 km de percurso comprimento e 79 estações, e está atualmente em construção, com a primeira seção aberta em junho de 2008 e uma meta conclusão data de 2010.
Fase III (112 km) e IV (108,5 km) estão previstos para serem concluídas em 2015 e 2020, respectivamente, com a rede abrangendo 413,8 km até então, tornando-se maior do que o sistema do Metrô de Londres (408 km). Tal como a cidade se expande para além dos seus limites da cidade. Haverá mais extensões da rede na periferia, pois ao norte nos arredores de Deli (Narela), e para além dos subúrbios (Kundli, Sonepat) e o sul - Oriental subúrbio de Grande Noida estão atualmente intocados pelo Metrô de Deli mas chegaram em 2021. Extensões do Norte seriam fornecidas pela extensão da Linha Amarela (Linha 2) norte.  Também tem sido sugerida planos para a construção de uma nova linha de Noida Setor-62 para q Grqnde Noida, que interceptam Indraprastha - Noida Setor-32 linha (linha azul) que já está em construção.

### Rotas Atuais
A partir de junho de 2008, inclusive abriu Fase II extensões:
| Nome da Linha    | Número | Entre Estações                         | Comprimento (km) | Estações | Trens |
| ---------------- | ------ | -------------------------------------- | ---------------- | -------- | ----- |
| ● Linha Vermelha | 1      | Dilshad Garden - Rithala               | 25.15            | 21       | 23    |
| ● Linha Amarela  | 2      | Vishwa Vidyalaya - Central Secretariat | 10.84            | 10       | 13    |
| ● Linha Azul     | 3      | Indraprastha - Dwarka Sub City         | 32.10            | 31       | 24    |

Comprimento Total = 68,2 km

### Fase II rotas
As seguintes extensões para a Fase II do projeto Metrô de Deli ter sido concebido e estão concluídos ou em construção.  Esta fase tem prazo de conclusão 2010.  Os progressos globais da Fase II foi de 16% a partir de dezembro de 2007.
| Nome da Linha      | Direção  | Entre as estações                                                          | Extensão (km) | Estações | Inauguração                                                                   |
| ------------------ | -------- | -------------------------------------------------------------------------- | ------------- | -------- | ----------------------------------------------------------------------------- |
| ● Linha Vermelha   | Leste    | Shahdara - Dilshad Garden                                                  | 3.09          | 3        | 4 de Junho de 2008 (completed)                                                |
| ● Linha Amarela    | Norte    | Vishwa Vidyalaya - Model Town - Jahangirpuri                               | 6.36          | 5        | Out 2009                                                                      |
| ● Linha Amarela    | Sudoeste | Central Secretariat - Qutub Minar - Sushant Lok (Gurgaon)                  | 27.45         | 19       | Jan 2010 (Qutub-Gurgaon) Abr 2010 (CS-Green Park) Jun 2010 (Green Park-Qutub) |
| Linha 6            | Sudeste  | Central Secretariat - Nehru Place - Badarpur                               | 20.04         | 15       | 2010                                                                          |
| ● Linha Azul       | Oeste    | Dwarka Sector 9 - Sector 21 - Aeroporto Internacional Indira Gandhi        | 6.26          | 3        | Dez 2009                                                                      |
| ● Linha Azul       | east     | Indraprastha - Mayur Vihar - NOIDA Sector 32 City Centre                   | 15.07         | 11       | Jun 2009                                                                      |
| Linha 4            | Leste    | Yamuna Bank - Anand Vihar                                                  | 6.17          | 5        | Set 2009                                                                      |
| Linha 5            | Oeste    | Inderlok - Kirti Nagar - Mundka                                            | 18.46         | 15       | Mar 2010                                                                      |
| Expresso Aeroporto | Sudoeste | New Delhi Railway Station - Aeroporto Internacional Indira Gandhi - Dwarka | 22.4          | 6        | Agosto 2010 (a GII) Out 2010? (a Dwarka)                                      |
| Linha 4            | Leste    | Anand Vihar - Vaishali (Ghaziabad)                                         | 2.57          | 2        | Set 2009                                                                      |
| Total              |          |                                                                            | 126.87        | 81       |                                                                               |

Comprimento Total = 127 km

### Futuro Rotas (fases III e IV)

#### Fase III
Esta fase tem um prazo até 2015.  O nome das estações está en inglês. As linhas seguintes são planejadas timidamente:
- 1.  Mukundpur - Azadpur - Rajouri Garden - AIIMS - Sarai Kale Khan ISBT = 31 km
- 2.  Secretariado Central - Mandi Câmara - Daryaganj - Bem vindo - Gokulpuri - Nawada (Ghaziabad) = 18 km
- 3.  Rithala - Barwala (ocidental extensão da linha 1 / linha vermelha) = 6 km
- 4.  Dilshad Garden - Ghaziabad ISBT (leste da extensão da linha 1 / linha vermelha) = 9,5 km
- 5.  Aeroporto link - Sushant Lok (Gurgaon) = 16,5 km
- 6.  Mundka - Delhi fronteira - Bahadurgarh (ocidental extensão da Linha 5) = 11 km
- 7.  Badarpur - YMCA Chowk, Faridabad (sul do prolongamento da Linha 6) = 14 km
- 8.  Sushant Lok (Gurgaon) - T-junção dos Setores 47 & 48, Gurgaon (sul do prolongamento da Linha 2/Linha Aamrela) = 6,5 km

Comprimento total = 112 km

#### Fase IV
Esta fase tem um prazo 2020.  As linhas seguintes são planeadas timidamente:
- 1.  Sarai Kale Khan ISBT - Anand Vihar - Dilshad Garden - Yamuna Vihar - Sonia Vihar = 22 km
- 2.  Sarai Kale Khan ISBT - Nehru Place - Palam - Reola Khanpur = 28 km
- 3.  Mukundpur - GTK By-Pass - Pitampura - Piragarhi - Janakpuri - Palam = 20 km
- 4.  Barwala - Mundka - Najafgarh - Dwarka = 20 km
- 5.  Ghazipur - Noida Setor 62 = 7 km
- 6.  Dwarka Setor 21 - Chhawla = 6 km
- 7.  Arjonda - Kheri = 5,5 km

Comprimento total = 108,5 km
Comprimento total de todas as Fases = 413 km
Para além destas linhas em Fases I-IV, linhas adicionais que se espera venham a ser anunciado no próximo futuro, como no norte a extensão da linha 2 (linha amarela) para Kundli (Sonepat) via Narela e de uma nova linha entre Grande Noida e Noida.
Além disso, Autoridade de Desenvolvimento Ghaziabad está a planejar e alargar as linhas mais profundas do Metrô de Deli, em Ghaziabad, em 5 fases, como a ampliação de Indraprastha - Anand - Vaishali (Ghaziabad), linha de Vaishali a Mehrauli (Ghaziabad).

## Ambiente e estética
A maior parte das estações do Metrô sobre a Linha Azul, conduta a rainwater colheita como uma medida de proteção do ambiente.  O Metrô de Deli criou grande ideal-concebidas bacias hidrográficas em muitas estações.
Cada estação foi projetada com um único regime.  Locais de arte dos estudantes universitários têm projetado murais decorativos em estações do Metro.